# Discografia de Elle King
A discografia de Elle King, cantora norte-americana de rock/blues, consiste em um álbum de estúdio, um extended play, seis singles (dois deles como artista convidada), quatro singles promocionais, quatro videoclipes e diversas participações em álbuns de outros artistas. Em 2012 Elle lançou seu extended play de estreia, o The Elle King EP, sob os selos da RCA Records e Fat Possum Records.

## Álbuns

### Álbuns de estúdio
| Love Stuff                                                                                     | Lançamento: 17 de fevereiro de 2015 Formatos: CD, Download digital, vinil Gravadora: RCA | 26 | 3 | 2 | 11 | 15 | 7 | 45 | 18 | 55 | EUA: Ouro CAN: Ouro |
| "—" denota lançamentos que não foram lançados ou não entraram nas paradas de determinado país. |                                                                                          |    |   |   |    |    |   |    |    |    |                     |

### Extended plays
| The Elle King EP                                                                               | Lançamento: 12 de junho de 2012 Formatos: CD, download digital Gravadora: RCA, Fat Possum | 34 |
| "—" denota lançamentos que não foram lançados ou não entraram nas paradas de determinado país. |                                                                                           |    |

## Singles

### Como artista principal
| Título                                                                                         | Ano  | Melhores posições | Melhores posições | Melhores posições | Melhores posições | Melhores posições | Melhores posições | Melhores posições | Melhores posições | Melhores posições | Melhores posições | Certificações | Álbum                                             |
| Título                                                                                         | Ano  | EUA               | EUA Rock          | EUA Adult         | AUS               | BÉL (FL)          | CAN               | CAN Rock          | ALE               | NZ                | RU                | Certificações | Álbum                                             |
| ---------------------------------------------------------------------------------------------- | ---- | ----------------- | ----------------- | ----------------- | ----------------- | ----------------- | ----------------- | ----------------- | ----------------- | ----------------- | ----------------- | --- | ------------------------------------------------- |
| "Ex's & Oh's"                                                                                  | 2014 | 10                | 1                 | 1                 | 5                 | —                 | 14                | 12                | 10                | 10                | 15                | EUA: 2× Platina · Austrália: 2× Platina · Reino Unido: Prata · Alemanha: Ouro · Canadá: 3× Platina · Nova Zelândia: Platina | Love Stuff                                        |
| "Under the Influence"                                                                          | 2015 | —                 | 47                | —                 | —                 | —                 | —                 | 33                | —                 | —                 | —                 | | Love Stuff                                        |
| "America's Sweetheart"                                                                         | 2016 | 114               | 10                | 14                | —                 | —                 | —                 | 21                | —                 | —                 | —                 | Canadá: Platina | Love Stuff                                        |
| "Good Girls"                                                                                   | 2016 | —                 | 29                | —                 | —                 | —                 | —                 | —                 | —                 | —                 | —                 | | Ghostbusters (Original Motion Picture Soundtrack) |
| "—" denota lançamentos que não foram lançados ou não entraram nas paradas de determinado país. |      |                   |                   |                   |                   |                   |                   |                   |                   |                   |                   | |                                                   |

### Como artista convidada
| Canção                                                                                | Ano  | Melhores posições | Melhores posições | Melhores posições | Melhores posições   | Melhores posições | Melhores posições | Melhores posições | Certificações | Álbum            |
| Canção                                                                                | Ano  | EUA               | EUA Rock          | EUA Country       | EUA Country Airplay | AUS               | CAN Country       | CAN               | Certificações | Álbum            |
| ------------------------------------------------------------------------------------- | ---- | ----------------- | ----------------- | ----------------- | ------------------- | ----------------- | ----------------- | ----------------- | ------------- | ---------------- |
| "I Don't Mind" (Epick com a participação de Elle King)                                | 2013 | —                 | —                 | —                 | —                   | —                 | —                 | —                 |               | Canção sem álbum |
| "Different for Girls" (Dierks Bentley com a participação de Elle King)                | 2016 | 42                | —                 | 3                 | 1                   | —                 | 1                 | 49                | EUA: Ouro     | Black            |
| "Not Easy" (Alex da Kid com a participação de X Ambassadors, Elle King e Wiz Khalifa) | 2016 | —                 | 12                | —                 | —                   | 72                | —                 | —                 |               | Canção sem álbum |
| "Let's Ride Away" (Avicii)                                                            | 2025 | —                 | —                 | —                 | —                   | —                 | —                 | —                 |               | Avicii Forever   |

### Singlespromocionais
| Canção                | Ano  | Álbum            |
| --------------------- | ---- | ---------------- |
| "Good to Be a Man"    | 2012 | The Elle King EP |
| "Playing for Keeps"   | 2012 | The Elle King EP |
| "Catch Us If You Can" | 2015 | Hot Pursuit      |
| "American Girl"       | 2015 | Hot Pursuit      |
| "Wild Love"           | 2017 | —                |

## Outras aparições em álbuns
| Canção                  | Ano  | Outro(s) artista(s) | Álbum                    |
| ----------------------- | ---- | ------------------- | ------------------------ |
| "Ain't Gonna Drown"     | 2015 | —                   | Broadcasts, Vol. 23      |
| "The Will of the River" | 2015 | Darren Hanlon       | Where Did You Come From? |
| "Reckless Love"         | 2015 | Bleachers           | Terrible Thrills, Vol. 2 |

## Videoclipes
| Título                                                                 | Ano  | Diretor        |
| ---------------------------------------------------------------------- | ---- | -------------- |
| "Ex's & Oh's"                                                          | 2015 | Michael Maxxis |
| "America's Sweetheart"                                                 | 2016 | Brian Welsh    |
| "Under the Influence"                                                  | 2016 |                |
| "Different for Girls" (Dierks Bentley com a participação de Elle King) | 2016 | Wes Edwards    |
| "Good Girls"                                                           | 2016 | Dano Cerny     |